# 杉島敬志
杉島 敬志（すぎしま たかし、1953年（昭和28年）- ）は、日本の文化人類学者。京都大学名誉教授、放送大学特任教授。
北海道旭川市生まれ。専門は、文化人類学・地域研究。国立民族学博物館助手、助教授、教授および総合研究大学院大学文化科学研究科助教授（併任）、教授（併任）、京都大学大学院アジア・アフリカ地域研究研究科教授を経て、現在放送大学特任教授。

## 略歴
- 1975年 明治大学政治経済学部経済学科卒業
- 1981年 旧東京都立大学大学院社会科学研究科社会人類学専攻修士課程修了、同研究科博士課程入学
- 1987年 東京都立大学大学院社会科学研究科社会人類学専攻博士課程単位取得満期退学
- 1992年 東京都立大学より文学博士の学位を取得[1]。

## 職歴
- 1987年 国立民族学博物館助手
- 1993年 国立民族学博物館助教授、総合研究大学院大学文化科学研究科助教授（併任）
- 1999年 国立民族学博物館教授
- 2000年 総合研究大学院大学文化科学研究科教授（併任）
- 2001年 京都大学大学院アジア・アフリカ地域研究研究科 東南アジア地域研究専攻地域変動論講座教授
- 2018年 京都大学名誉教授、放送大学特任教授／放送大学京都学習センター所長

## 専門分野
- 文化人類学
- 東南アジア地域研究
- オーストロネシア諸族における在来政体と未婚の女性首長の比較研究
- 人文社会諸科学の理論的考察

## 著作

### 論文
- 杉島敬志「インドネシア・中部フローレスにおける未婚の女性首長をめぐる比較研究 ― オーストロネシア研究の視点から―」『アジア・アフリカ地域研究』第16巻第2号、京都大学大学院アジア・アフリカ地域研究研究科、2017年、127-161頁、doi:10.14956/asafas.16.127、ISSN 1346-2466、NAID 130005549224。
- 杉島敬志「インドネシア・中部フローレスにおける 未婚の女性首長をめぐる比較研究 : オーストロネシア研究の視点から― その2」『アジア・アフリカ地域研究』第20巻第1号、京都大学大学院アジア・アフリカ地域研究研究科、2020年9月、32-64頁、CRID 1390567901497518976、doi:10.14956/asafas.20.32、hdl:2433/255902、ISSN 1346-2466。
- 杉島敬志 2019「序論 ― 参与観察を讃えて」杉島敬志編 『コミュニケーション的存在論の人類学』臨川書店 ISBN 9784653043874。
- 杉島敬志「コミュニケーションにおける様相変化 ― インドネシア・中部フローレスにおける妖術の記述的考察」杉島敬志編 『コミュニケーション的存在論の人類学』臨川書店 2019
- 杉島敬志「複ゲーム状況への着目 ― 次世代人類学にむけて」杉島敬志編 『複ゲーム状況の人類学 ― 東南アジアにおける構想と実践』 風響社 2014
- 杉島敬志「東インドネシアにおける狡知と暴力を理解するための複ゲーム状況論」杉島敬志編 『複ゲーム状況の人類学 ― 東南アジアにおける構想と実践』 風響社 2014
- 杉島敬志「漱石の『道草』に描かれる複ゲーム状況とその人類学的意義」『神戸文化人類学研究』第4号、神戸大学大学院国際文化学研究科文化人類学コース、2011年、53-66頁、ISSN 1882-8108、NAID 40019246795。
- 杉島敬志「ニューギニア高地・カラム人の動物への関係行為をめぐる複ゲーム状況」『南方文化』37, 2010
- 杉島敬志「与那国島の神の月」与那国町史編纂委員会事務局編『町史 第2巻 民俗編 与那国島 ― 黒潮源流が刻んだ島・どぅなん国境の西を限る世界の、生と死の位相』154-185頁、与那国町役場 2010
- 杉島敬志「複ゲーム状況について ― 人類学のひとつの可能な方途を考える」『社会人類学年報』34。2008
- 杉島敬志 2007「中部フローレスにおける資源への関係行為」松井健編 『資源人類学 第6巻 自然の資源化』 弘文堂。
- 杉島敬志 (2006). “Where Have the “Entrepreneurs” Gone? A Historical Comment onAdat in Central Flores”. アジア・アフリカ地域研究 (京都大学大学院アジア・アフリカ地域研究研究科) 6 (1):  120-150. doi:10.14956/asafas.6.120. ISSN 2188-9104.
- 杉島敬志「中部フローレスにおけるアダットの現在」杉島敬志・中村潔編 『現代インドネシアの地方社会 ― ミクロロジーのアプローチ』NTT出版 2006
- 杉島敬志「現在を理解するための歴史研究 : 東インドネシア・中部フローレスの事例研究(<特集>人類学の歴史研究の再検討)」『文化人類学』第69巻第3号、日本文化人類学会、2004年、386-411頁、CRID 1390001205805976960、doi:10.14890/jjcanth.69.3_386、ISSN 13490648。

### 編著
- 杉島敬志『コミュニケーション的存在論の人類学』 臨川書店 2019
- 杉島敬志『複ゲーム状況の人類学 ― 東南アジアにおける構想と実践』 風響社 2014
- 杉島敬志『人類学的実践の再構築 ― ポストコロニアル転回以後』 世界思想社 2001
- 杉島敬志『土地所有の政治史 ― 人類学的視点』 風響社 1999

### 共編著
- 杉島敬志（共編者中村潔）『現代インドネシアの地方社会 ― ミクロロジーのアプローチ』 NTT出版 2006
- 杉島敬志（共編者須藤健一）『性の民族誌』人文書院 1993

### その他
- 杉島敬志「ビールを飲むジャガーの人類学的生息地 ― 共同研究 エージェンシーの定立と作用：コミュニケーションから構想する次世代人類学の展望」『民博通信』155。2016
- 杉島敬志「トールキンとジェルの指輪物語 ― 共同研究 エージェンシーの定立と作用： コミュニケーションから構想する次世代人類学の展望」『民博通信』148。2015
- 杉島敬志「次世代人類学を構想する ― 共同研究 エージェンシーの定立と作用： コミュニケーションから構想する次世代人類学の展望」『民博通信』144。2014
- 杉島敬志「人を舐める犬の出現」『東南アジア研究』第47巻第2号、京都大学東南アジア地域研究研究所、2009年、233-234頁、doi:10.20495/tak.47.2_233。